# لوكافاكس
لوكافاكس هي بلدة وبلدية في شمال شرق البوسنة والهرسك. والمدينة هي مقر بلدية داخل كانتون توزلا في اتحاد البوسنة والهرسك ووفقا للنتائج الأولية للتعداد البوسنة عام 2013، المدينة لديها 12.490 نسمة والبلدية 46.731

## جغرافيا
تغطي لوكافاكس مساحة 352,66 كم 2. وهي تتقاسم الحدود مع البلديات: توزلا، زيفينتش، بانوفيتشي، زافيدوفيتسي، ماغلاي، بيتروفو، غراكانيكا وسريبرينيك.
وبصرف النظر عن المدينة، تضم البلدية القرى التالية: بابيس دونج • بابيس غورنج • بيركوفيتشا • بيكودوي • بيستاراك دونجي • بيستاراك غورني • بوكافيتشي • بوريس • بريجيسنيكا دونجا • بريجيسنيكا غورنجا • كابارد • سيريك • كرفينو بردو • ديفيتاك • دوبوسنيكا • غنوجنيكا • هوسكيتشي • جاروسك دونجي • جاروسكي غورني • كالاخيفو • كوماري • كرتوفا • كروسيفيكا • لوكافاك • لوكافاك غورني • ميسيجيفيسي • ميلينو سيلو • مودراك • أوراوفيكا • بولجيس • برلين • بروكوسوفيسي • بوراسيتش • سمولوكا دونجا • سمولوكا غورنجا • سيميسي • سيج • ستوباري • تاباسي • تومار • توريجا • فاسيلجيفسي • فيجيناك

## اقتصاد
لوكافاكس لديها صناعة كيميائية قوية، مثل منطقة توزلا كلها. المصانع الرئيسية هي صودا لوكافاكس، عضو في مجموعة سيسيكام التركية  ومصنع الأسمنت فابريكا سيمنتا لوكافاك

## رياضة
نادي كرة القدم في المدينة هو فك رادنيكي لوكافاك. وهناك أيضا نادي أيكيدو «غارد» لوكافاك 
حقق نادي الكاراتيه في مدينة لوكافاكس المعروف سابقا باسم كك ريويوس  اعترافات بارزة في مسابقات الكاراتيه في جميع أنحاء العالم، وأنتج بعض أفضل أبطال الكاراتيه في المنطقة، ويمثل أعضاء النادي البوسنة والهرسك بانتظام في البطولات العالمية

## توأمة
للوكافاكس اتفاقيات توأمة مع:
- بريمن

## أعلام
- أمير عثمانوفيتش
- مصطفى هوكيتش